# Kufa-moskén

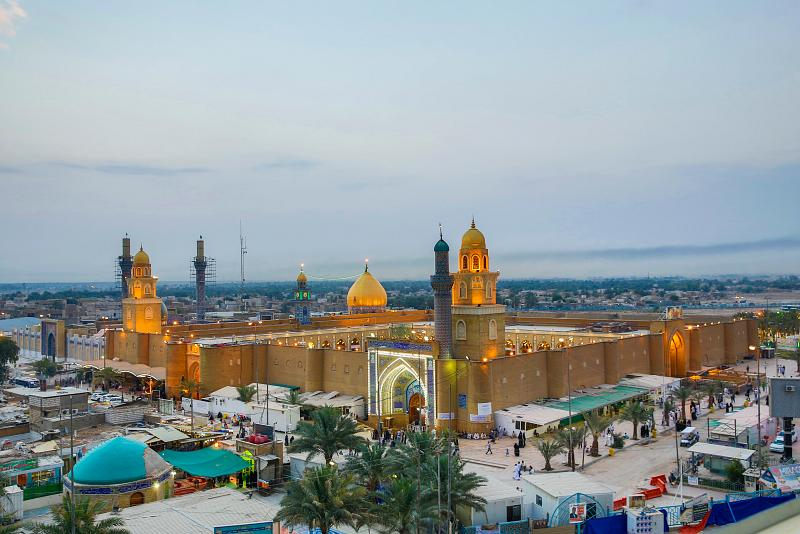
Kufa-moskén i Kufa, Irak.

Kufa-moskén (arabiska: مَسْجِد ٱلْكُوفَة), även Masjid al-Kufa, är en moské som ligger i Kufa, Irak. För shiamuslimer är moskén den fjärde viktigaste moskén i världen efter Masjid al-Haram, Masjid an-Nabawi och al-Aqsa-moskén. Man tror att profeten Adam har byggt moskén, och det finns en återberättelse från den sjätte shiaimamen Jafar al-Sadiq i vilken imamen säger att alla profeter har bett i moskén. I närheten av moskén finns den förste shiaimamen Alis historiska hus och helgedomarna tillhörande Maytham al-Tammar, Muslim ibn Aqil, Hani ibn Urwa och Mukhtar al-Thaqafi.

## Bildgalleri

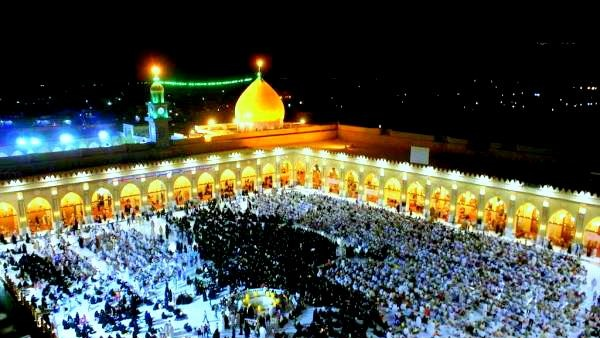
Moskén med många besökare.
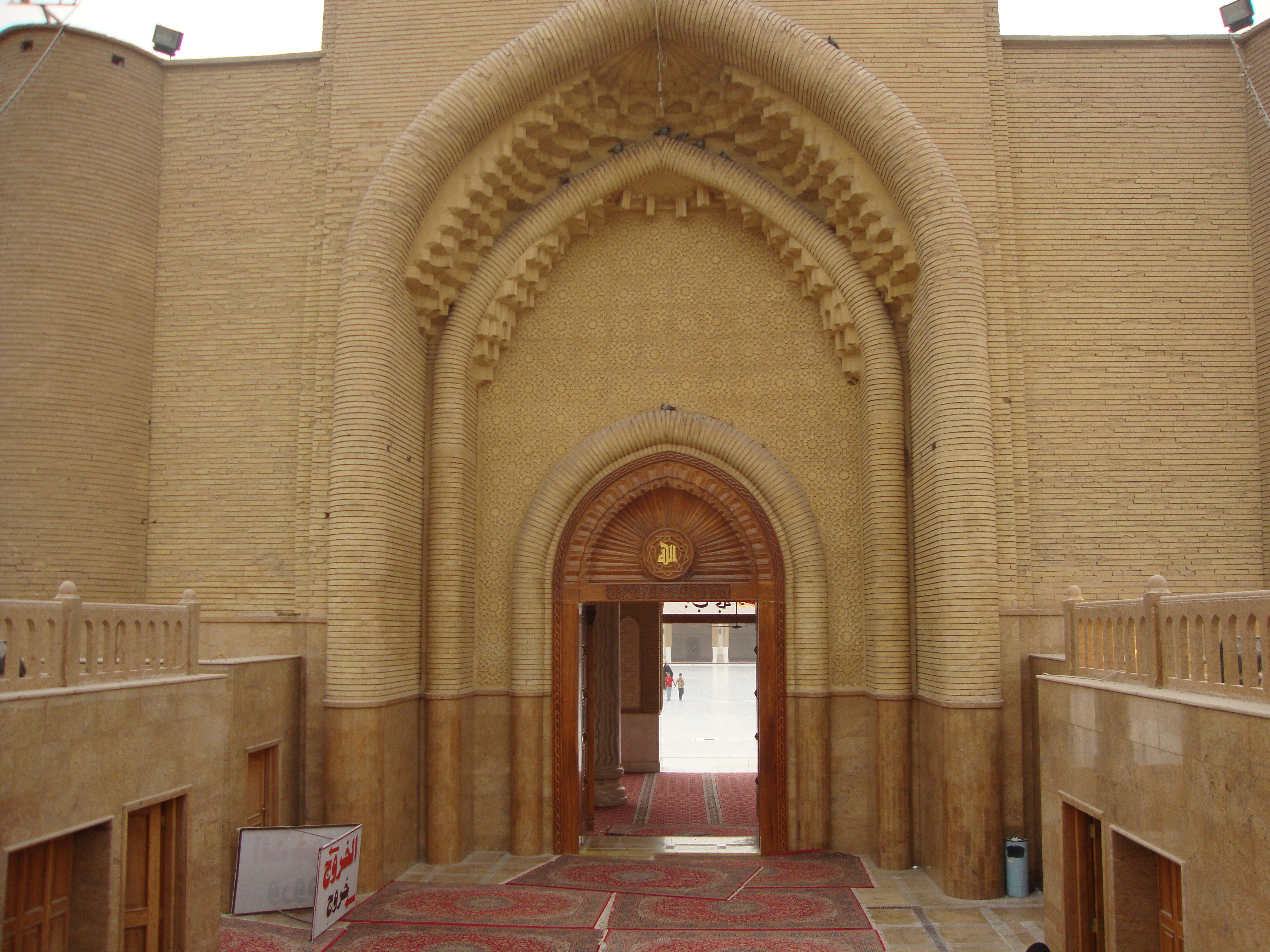
En ingång till moskén.
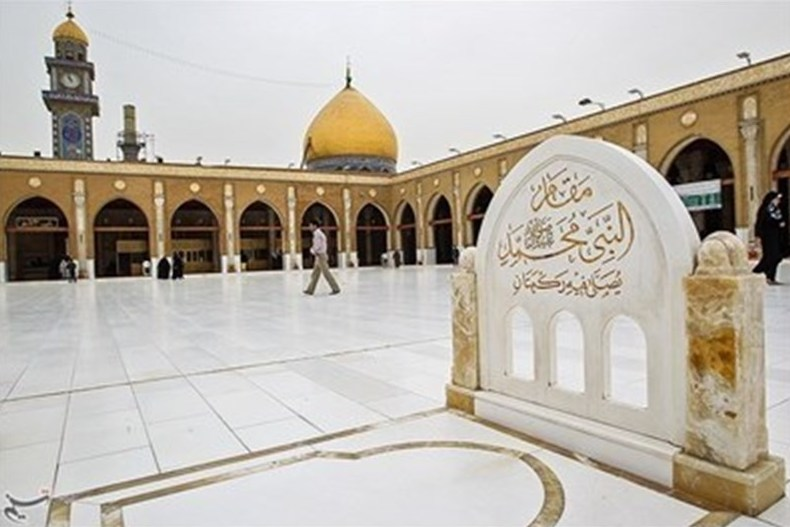
Profeten Muhammeds plats (står det på arabiska).
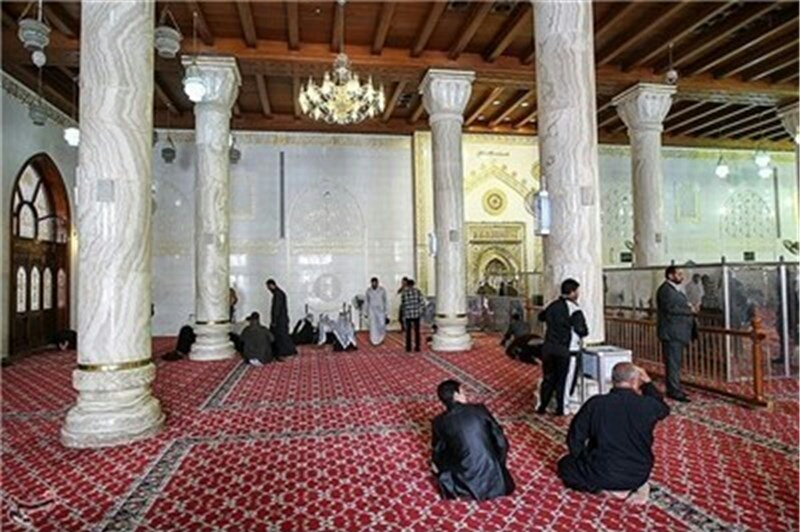
Ali ibn Abi Talibs mihrab.
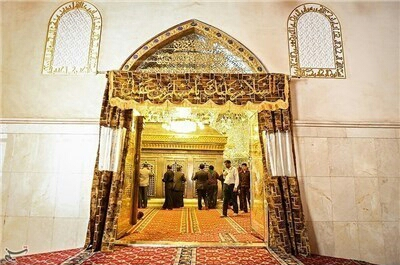
Muslim ibn Aqils helgedom.
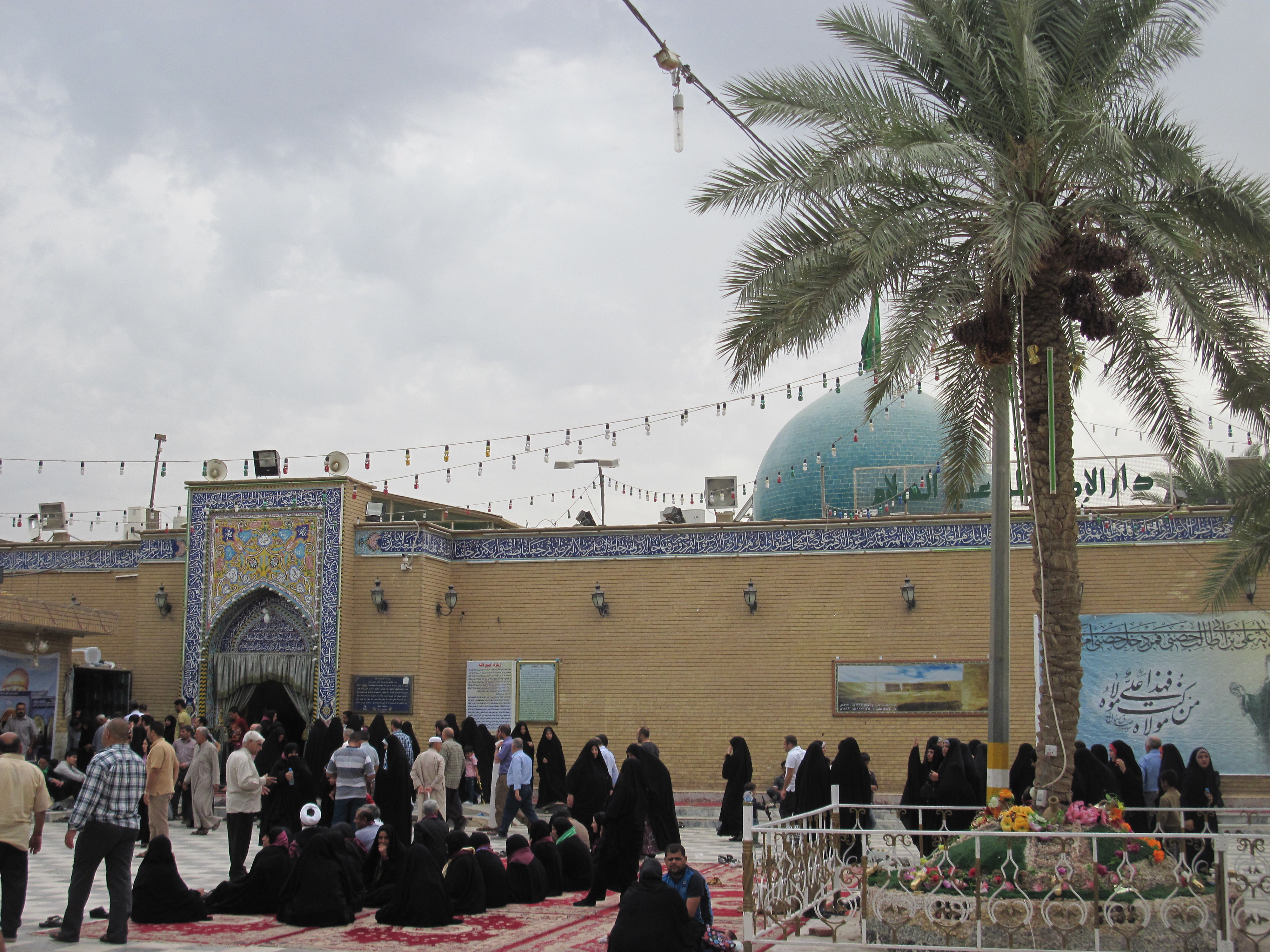
Ali ibn Abi Talibs hus.